# Boîte de dialogue de fichier
 (janvier 2024).
Si vous disposez d'ouvrages ou d'articles de référence ou si vous connaissez des sites web de qualité traitant du thème abordé ici, merci de compléter l'article en donnant les références utiles à sa vérifiabilité et en les liant à la section « Notes et références ».
En informatique, une boîte de dialogue de fichier (en anglais, file dialog, file selector, file chooser, file requester ou open and save dialog) est une boîte de dialogue qui permet à un utilisateur de sélectionner facilement un fichier du système de fichiers, par exemple lors de l'ouverture ou de l'enregistrement du fichier.
Une boîte de dialogue de fichier diffère d’un gestionnaire de fichiers par le fait qu’elle ne gère pas les fichiers (même si certaines proposent des opérations simples comme la création d’un dossier), mais qu’elle est destinée principalement à l'ouverture et l'enregistrement de fichiers.

## Historique
La boîte de dialogue de fichier a représenté une avancée majeure dans l’évolution des interfaces graphiques. Avant l’avènement des boîtes de dialogue de fichier, l’utilisateur devait spécifier un fichier en écrivant la forme longue du nom de fichier, par exemple : 
C:\Documents and Settings\Nom de l’utilisateur\Mes documents\Ma musique\Baladodiffusion\Le carnet techno\Dans lecteur audio numérique\Carnet techno – 2009.05.29.mp3
Cela obligeait l’utilisateur à mémoriser tous les noms de dossiers contenus dans le nom du fichier et obligeait l’utilisateur à écrire tous ces noms sans faire la moindre erreur. Les boites de dialogue de fichier ont grandement facilité la tâche de l’utilisateur et ont permis à des utilisateurs moins aguerris de manipuler des fichiers sans avoir à comprendre la syntaxe de la forme longue des noms de fichiers.

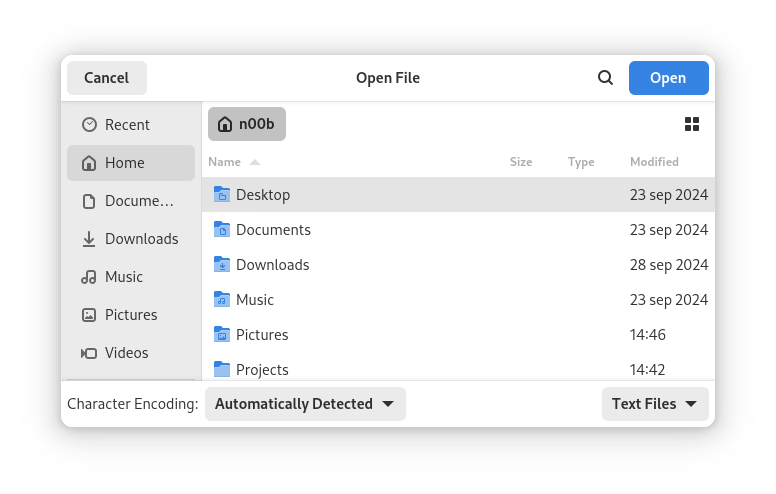
Une boîte de dialogue GNOME.